# Nello Paratore
Pour les articles homonymes, voir Paratore.
Carmine « Nello » Paratore, né le 8 avril 1912, au Caire, en Égypte et décédé le 18 juillet 1991, à Rome, en Italie, est un entraîneur italien de basket-ball.

## Palmarès
- Champion d'Europe 1949
- Vainqueur des Jeux méditerranéens de 1951, 1963
- Finaliste des Jeux méditerranéens de 1963
- Finaliste de l'Universiade d'été de 1959